# Klassiker (album av Harpo)
Klassiker är ett samlingsalbum av den svenska popartisten Harpo, utgivet 2003 på skivbolaget EMI. Samtliga låtar är tidigare utgivna 1973–1977.

## Låtlista
1. "Moviestar" (engelsk version)
2. "Motorcycle Mama"
3. "In the Zum-Zum-Zummernight"
4. "Television"
5. "Honolulu"
6. "Smile
7. "Happy Birthday"
8. "Sayonara"
9. "Horoscope"
10. "Rock 'n' Roll Clown"
11. "Teddy Love"
12. "Beautiful Chrismas
13. "Moviestar" (svenska)